# Экзистенциализм — это гуманизм
Экзистенциализм — это гуманизм (фр. L'existentialisme est un humanisme) — работа-эссе философа Жана-Поля Сартра, написанная в 1946 году и основанная на одноимённой лекции, которую он прочитал в Париже 29 октября 1945 года. Излагает сущность атеистического экзистенциализма по мнению Сартра.
В Великобритании было использовано название «Экзистенциализм и гуманизм»; работа была первоначально опубликована в США как «Экзистенциализм», а в более позднем переводе используется оригинальное название. Эта работа, когда-то влиятельная и популярная отправная точка в дискуссиях об экзистенциализме, подверглась широкой критике со стороны философов, включая самого Сартра, который позднее отверг некоторые высказанные в ней взгляды.

## История публикации
Работа, впервые опубликованная на французском языке в 1946 году, в 1948 году была опубликована в английском переводе Филиппа Майре. В Соединённых Штатах работа была первоначально опубликована под названием «Экзистенциализм». Другой английский перевод Кэрол Макомбер был опубликован под заголовком «Экзистенциализм — гуманизм» в 2007 году. В нём предисловие Энни Коэн-Солал, примечания и предисловие Арлетт Элькаим-Сартр.

## Содержание
Сартр утверждает, что ключевым и определяющим понятием экзистенциализма является то, что существование человека предшествует его сущности. Тезис «существование предшествует сущности» впоследствии стал аксиомой экзистенциалистского движения. Проще говоря, это означает, что ничто не может диктовать характер человека, его жизненные цели и т. д.; только сам индивид может определить их сущность. Согласно Сартру, «человек прежде всего существует, сталкивается с самим собой, обнаруживается в мире — и определяет себя впоследствии».
Таким образом, Сартр отвергает то, что он называет «детерминистскими оправданиями», и утверждает, что люди должны нести ответственность за свое поведение.
Сартр определяет страдание как эмоцию, которую люди испытывают, осознав, что несут ответственность не только за себя, но и за все человечество. Мучения заставляют людей осознать, что их действия направляют человечество и позволяют им судить о других на основе их отношения к свободе. Мучения также связаны с понятием отчаяния. Отчаяние, говорит Сартр, означает лишь то, что зависит от нашей воли, или ту сумму вероятности, которая делает возможным наше действие. Сартр утверждает, что «создавая себя, я создаю человека», говоря, что действия человека будут влиять и формировать человечество. Существо как таковое использует отчаяние, чтобы обрести свободу и предпринять осмысленные действия, полностью принимая любые последствия, которые могут возникнуть в результате. Также он описывает заброшенность как одиночество, которое испытывают атеисты, когда они понимают, что нет Бога, предписывающего образ жизни, нет руководства для людей о том, как жить. Мы заброшены в смысле одиночества во вселенной и нет постороннего, который определил бы нашу собственную сущность. Сартр завершает свою работу, подчеркивая, что экзистенциализм, поскольку он является философией действия и определяет себя, оптимистичен и свободен.

## Восприятие
«Экзистенциализм — это гуманизм» был «популярной отправной точкой в дискуссиях об экзистенциалистской мысли», и, по словам Томаса Болдуина, «захватил воображение поколения». Однако сам Сартр позже отверг некоторые взгляды, изложенные в работе, и сожалел о её публикации.
Другие философы критиковали эту лекцию по разным причинам:
Мартин Хайдеггер в письме к философу и германисту Жану Бофре рассуждал, что, хотя утверждение Сартра: «существование предшествует сущности», меняет метафизическое утверждение о том, что сущность предшествует существованию, «полное изменение метафизического утверждения остается метафизическим утверждением» . По мнению Хайдеггера, Сартр «остается с метафизикой в забвении об истине Бытия».
Марджори Грене обнаружила, что дискуссия Сартра о «проблеме отношений между людьми» в экзистенциализме и гуманизме слабее той, которую он предлагал ранее в работе «Бытие и ничто».
Вальтер Кауфман прокомментировал, что лекция «была широко принята за окончательное утверждение экзистенциализма», но это скорее «блестящая лекция, которая несет печать момента». По словам Кауфмана, Сартр допускает фактические ошибки, в том числе неверное определение философа Карла Ясперса как католика и представление определения экзистенциализма, который остается под вопросом.
Томас С. Андерсон раскритиковал Сартра за то, что он без объяснения причин утверждал, что если человек ищет свободы от ложных внешних авторитетов, то он или она должны неизменно предоставлять эту свободу другим. Айрис Мердок нашла интересной одну из дискуссий Сартра с марксистом, но в остальном считает «Экзистенциализм — это гуманизм» «довольно плохой книжкой». Мэри Уорнок считала, что Сартр был прав, отказавшись от идей своей работы. Философ Фредерик Коплстон в четвёртом томе «Истории философии» заявил, что Сартр, подобно Георгу Вильгельму Фридриху Гегелю и Эдмунду Гуссерлю, интерпретировал взгляды Рене Декарта как предвосхищение его собственных философских взглядов. Нейробиолог Стивен Роуз в «Мостах жизни: биологии, свободе, детерминизме» (1997), описал утверждение, в котором Сартр утверждал, что человек «будет тем, что он сам из себя делает», как «ветрено риторический призыв к достоинству универсалиста» и «скорее упражнение в политической лозунгировке, чем устойчивая философская позиция». Он указал на старение и болезни как на примеры факторов, ограничивающих свободу человека.
Философ Славой Жижек в своей книге «Абсолютная отдача: к новому основанию диалектического материализма» (2004), утверждал, что существует параллель между взглядами Сартра и утверждениями, высказанными персонажем отцом Зосимой в романе Федора Достоевского «Братья Карамазовы» (1880): тогда как Сартр считает, что с полной свободой приходит полная ответственность, отец Зосима утверждает: «каждый из нас должен сделать нас ответственными за все грехи людей».

## Список источников
- Anderson, Thomas C. Foundation and Structure of Sartrean Ethics (англ.). — Lawrence, Kansas: University Press of Kansas[англ.], 1979. — ISBN 978-0700601912.
- Baldwin, Thomas; Honderich, Ted, Editor. The Oxford Companion to Philosophy, Second Edition (англ.). — Oxford: Oxford University Press, 2005. — ISBN 0-19-926479-1.
- Copleston, Frederick. A History of Philosophy Volume IV. Modern Philosophy: From Descartes to Leibniz (англ.). — New York: Doubleday, 1994. — ISBN 0-385-47041-X.
- Grene, Marjorie. Introduction to Existentialism (неопр.). — Chicago: University of Chicago Press, 1959. — ISBN 978-0700601912.
- Heidegger, Martin. Basic Writings (неопр.). — London: Harper Perennial[англ.], 2008. — ISBN 978-0-06-162701-9.
- Kaufmann, Walter. Existentialism From Dostoevsky to Sartre (неопр.). — New York: New American Library[англ.], 1975. — ISBN 0-452-00930-8.
- Kulka, John, Editor; Sartre, Jean-Paul. Existentialism Is a Humanism (неопр.). — New Haven: Yale University Press, 2007. — ISBN 978-0-300-11546-8.
- Murdoch, Iris. Existentialists and Mystics: Writings on Philosophy and Literature (англ.). — London: Chatto & Windus[англ.], 1997. — ISBN 0-7011-6629-0.
- Rose, Steven. Lifelines: Biology, Freedom, Determinism (неопр.). — London: Penguin Books, 1997. — ISBN 0-713-99157-7.
- Warnock, Mary; Sartre, Jean-Paul. Being and Nothingness: An essay on phenomenological ontology (англ.). — London: Routledge, 2003. — ISBN 0-415-27848-1.
- Žižek, Slavoj. Absolute Recoil: Towards a New Foundation of Dialectical Materialism (англ.). — London: Verso Books[англ.], 2004. — ISBN 978-1784781996.